# Thierry Ambrose
Thierry Ambrose (Sens, 28 de marzo de 1997) es un futbolista francés que juega como delantero en el K. V. Kortrijk de la Segunda División de Bélgica.

## Trayectoria
Llegó al Manchester City en 2013. Defendió el club en la Liga Juvenil de la UEFA 2013-14 con 16 años, disputó 6 partidos, no convirtió goles y quedaron eliminados en cuartos de final por el S. L. Benfica. Ya en la temporada siguiente, jugó la Liga Juvenil de la UEFA 2014-15, disputó 8 partidos, anotó 4 goles pero nuevamente perdieron en cuartos de final, esta vez contra la A. S. Roma.
Debutó en el primer equipo del Manchester City el 21 de enero de 2015, en un partido amistoso contra el Hamburgo, ingresó en el comienzo del segundo tiempo por Fernando, pero a los 10 minutos fue sustituido debido a molestias en su codo, ganaron 2 a 0.
El 24 de junio de 2017 se fue cedido al NAC Breda. Debutó en liga el 12 de agosto contra el S. B. V. Vitesse y también marcó un gol, pese a eso perdería 4-1.
El 26 de julio de 2018 fue cedido una temporada al R. C. Lens. La temporada siguiente volvió a Francia ya que el 3 de julio de 2019 se marchó prestado al F. C. Metz. El 16 de junio de 2020 el conjunto metzino anunció su fichaje hasta 2023. Tras marcar un único gol en los 44 partidos que jugó durante dos campañas, en julio de 2021 fue traspasado al K. V. Oostende. En este equipo también permaneció un par de años, en los que anotó quince tantos, antes de marcharse al K. V. Kortrijk en agosto de 2023.

## Selección nacional
Ha sido internacional con la selección de Francia en las categorías sub-16, sub-17, sub-18 y sub-19.

## Estadísticas

### Clubes
Actualizado al 10 de mayo de 2025.
| Club                             | Div.          | Temporada     | Liga  | Liga  | Copas nacionales | Copas nacionales | Torneos internacionales | Torneos internacionales | Total | Total |
| Club                             | Div.          | Temporada     | Part. | Goles | Part.            | Goles            | Part.                   | Goles                   | Part. | Goles |
| -------------------------------- | ------------- | ------------- | ----- | ----- | ---------------- | ---------------- | ----------------------- | ----------------------- | ----- | ----- |
| Manchester City F. C. Inglaterra | 1.ª           | 2014-15       | 0     | 0     | 0                | 0                | 0                       | 0                       | 0     | 0     |
| Manchester City F. C. Inglaterra | Total club    | Total club    | 0     | 0     | 0                | 0                | 0                       | 0                       | 0     | 0     |
| NAC Breda · Países Bajos         | 1.ª           | 2017-18       | 30    | 10    | 1                | 0                | —                       | —                       | 31    | 10    |
| NAC Breda · Países Bajos         | Total club    | Total club    | 30    | 10    | 1                | 0                | 0                       | 0                       | 31    | 10    |
| R. C. Lens Francia               | 2.ª           | 2018-19       | 37    | 5     | 4                | 0                | —                       | —                       | 41    | 5     |
| R. C. Lens Francia               | Total club    | Total club    | 37    | 5     | 4                | 0                | 0                       | 0                       | 41    | 5     |
| F. C. Metz Francia               | 1.ª           | 2019-20       | 18    | 0     | 1                | 0                | —                       | —                       | 19    | 0     |
| F. C. Metz Francia               | 1.ª           | 2020-21       | 23    | 0     | 2                | 1                | —                       | —                       | 25    | 1     |
| F. C. Metz Francia               | Total club    | Total club    | 41    | 0     | 3                | 1                | 0                       | 0                       | 44    | 1     |
| K. V. Oostende · Bélgica         | 1.ª           | 2021-22       | 32    | 6     | 2                | 1                | —                       | —                       | 34    | 7     |
| K. V. Oostende · Bélgica         | 1.ª           | 2022-23       | 28    | 7     | 2                | 1                | —                       | —                       | 30    | 8     |
| K. V. Oostende · Bélgica         | 2.ª           | 2023-24       | 1     | 0     | —                | —                | —                       | —                       | 1     | 0     |
| K. V. Oostende · Bélgica         | Total club    | Total club    | 61    | 13    | 4                | 2                | 0                       | 0                       | 65    | 15    |
| K. V. Kortrijk · Bélgica         | 1.ª           | 2023-24       | 9     | 4     | 0                | 0                | ―                       | ―                       | 9     | 4     |
| K. V. Kortrijk · Bélgica         | 1.ª           | 2024-25       | 34    | 6     | 2                | 0                | ―                       | ―                       | 36    | 6     |
| K. V. Kortrijk · Bélgica         | Total club    | Total club    | 43    | 10    | 2                | 0                | 0                       | 0                       | 45    | 10    |
| Total carrera                    | Total carrera | Total carrera | 212   | 38    | 14               | 3                | 0                       | 0                       | 226   | 41    |

## Palmarés

### Distinciones individuales
| Distinción                                                                | Año  |
| ------------------------------------------------------------------------- | ---- |
| Parte de los 50 mejores futbolistas sub-18 del mundo según medio Goal.com | 2014 |